# Palauig
Palauig (Bayan ng Palauig) är en kommun i Filippinerna. Kommunen ligger på ön Luzon, och tillhör provinsen Zambales. Folkmängden uppgår till 29 983 invånare.

## Barangayer
Palauig är indelat i 19 barangayer.
| - Alwa - Bato - Bulawen - Cauyan - East Poblacion - Garreta - Libaba - Liozon - Lipay - Locloc | - Macarang - Magalawa - Pangolingan - Salaza - San Juan - Santo Niño - Santo Tomas - Tition (San Vicente) - West Poblacion |